# Лебедєв Петро Миколайович
Ле́бедєв Петро́ Микола́йович (24 лютого (8 березня) 1866 — 1 (14) березня 1912) — фізик-експериментатор, засновник великої фізичної школи в Росії, професор, член-кореспондент Петербурзької АН.

## Життєпис
Народився в Москві. У 1884 р. після закінчення реального училища вступив до МВТУ. В архіві АН СРСР зберігаються товсті зошити юного Лебедєва, які свідчать про його виняткову винахідливість і велике захоплення наукою, зокрема фізикою. Палке бажання стати фізиком (а в російські університети без диплома про закінчення гімназії вступити було неможливо) примусило П. М. Лебедєва виїхати до Німеччини, де він спочатку працював в університетських фізичних лабораторіях А. Кундта в Страсбурзі (1887—1888) і Берліні (1889—1890), а потім знову у Страсбурзькому університеті в 1890—1891 рр. у Ф. Кольрауша. Тут він самостійно працював над обраними ним проблемами і в 1891 р. захистив дисертацію «Про вимірювання діелектричних сталих пари і про теорію діелектриків Моссотті — Клаузіуса» на ступінь доктора філософії. В 1891 р. почав працювати асистентом Московського університету, а з 1900, після успішного захисту докторської дисертації «Експериментальне дослідження пондеромоторної дії хвиль на резонатори» — професором цього університету. В університеті виконав основні наукові дослідження, організував велику школу фізиків, до якої входили П. П. Лазарєв, Т. П. Кравець, С. І. Вавилов, А. К. Тімірязєв, Б. В. Ільїн, В. К. Аркадьєв, А. Б. Млодзеєвський та ін. Проблему світлового тиску П. М. Лебедєв почав досліджувати з початку 90-х років. У 1891 р. вийшла його праця «Про відштовхуючу силу випромінюючих тіл», в якій
показано універсальну роль механічної дії випромінювання як для космічних процесів, так і молекулярних взаємодій і, зокрема, вперше кількісно обґрунтовано ідею про вирішальне значення світлового тиску в утворенні кометних хвостів. У наступній праці «Експериментальне дослідження пондеромоторної дії хвиль на резонатори», яка вийшла у вигляді трьох статей (1894 р., 1896 і 1897 рр.), він описав дослідження електромагнітних, гідродинамічних І акустичних резонаторів і встановив загальні для коливань різної фізичної природи закони взаємодії осциляторів при відстанях, менших за довжину хвиль. У дослідах з акустичними резонаторами, розміщеними на відстані, більшій за довжину хвилі, П. М. Лебедєв дістав інший результат: при всіх різницях частот діяли тільки відштовхуючі сили, що досягали максимуму при резонансі. Встановивши аналогію відштовхувальних сил із силами світлового тиску, він обчислив силу тиску плоскої електромагнітної хвилі на осцилятор.
Ці досліди П. М. Лебедєва принесли йому світову славу й навічно вписали його ім'я в історію експериментальної фізики. В 1904 р. Російська Академія наук одноголосно присудила йому свою премію за ці досліди.
Їх дуже високо оцінили і видатні зарубіжні фізики У. Томсон, В. Він, Ф. Пашен, К. Шварцшільд та ін. Міжнародним визнанням заслуг було обрання П. М. Лебедєва почесним членом Лондонського королівського товариства (Англійська Академія наук). Проте П. М. Лебедєв не вважав свою роботу завершеною і кульмінаційним моментом його робіт стали дослідження, проведені на початку XX ст., які експериментально підтвердили існування світлового тиску на гази. І цього разу його велике експериментаторське мистецтво допомогло подолати всі труднощі. Понад 10 років він усебічно досліджував цю проблему, побудував понад 20 різних пристроїв, поки не примусив слабкі газові потоки приводити під дією сил світлового тиску в рух легенький поршень, підвішений до коромисла крутильних терезів. Його відхилення й давало змогу виміряти числове значення тиску світла на гази (яке, до речі, майже в сто раз менше за тиск світла на тверді тіла). У 1907 р. П. М. Лебедєв зробив повідомлення на Першому Менделєєвському з'їзді про відкриття ним тиску світла на гази, акцентувавши увагу на значенні цього відкриття для про-
блем астрофізики. В 1910 р. його праця «Сила тиску світла на гази» була одночасно опублікована в багатьох наукових журналах. Розглядувані праці П. М. Лебедєва в галузі світлового тиску мали величезне значення як для ствердження електромагнітної теорії Максвелла, так і для термодинаміки випромінювання, оскільки вичерпали проблему експериментального обґрунтування цієї галузі термодинаміки. Досліди повністю підтвердили правильність основного положення діалектичного матеріалізму — про матеріальність світу. їх важливим науковим результатом було експериментальне доведення наявності механічного імпульсу в світлового променя, завдяки чому було встановлено спільність важливих властивостей двох форм існування матерії: речовини і світла.
П. М. Лебедєв зробив видатні відкриття також в інших галузях, він уперше отримав електромагнітні хвилі довжиною 6 мм, в 1905—1907 рр. брав участь у роботі міжнародної комісії по дослідженню Сонця, в 1909—1911 рр. досліджував природу земного магнетизму, запропонував нові методи добування високого вакууму та ін. У 1911 р. П. М. Лебедєв
разом з великою групою прогресивних учених покинув університет на знак протесту проти реакційних дій царського міністра освіти. У ті тяжкі часи, коли він разом із своїми учнями залишився без експериментальної бази, створеної ним в університеті, його запрошували на роботу деякі зарубіжні наукові установи. Зокрема, директор фізико-хімічної лабораторії Нобелівського інституту в Стокгольмі професор С. Арреніус писав П. М. Лебедєву, що для Нобелівського інституту було б великою честю, якби він погодився там працювати. Великий патріот своєї батьківщини, П. М. Лебедєв відмовився від усіх запрошень і залишився в Москві. В дуже важких умовах, на власні кошти, користуючись лише науковою і громадською підтримкою, він разом з учнями почав створювати нову фізичну лабораторію в кількох кімнатах підвального приміщення. Тут він закінчив свою останню працю, присвячену з'ясуванню природи земного магнетизму, результати якої опублікував у статті «Магнітометричне дослідження тіл» (1911).
Великий задум щодо нових наукових досліджень був перерваний його раптовою смертю, але сформульовані
вченим ідеї знайшли свій плідний розвиток у працях його численних учнів, яких він вчив великій творчості й своїй неперевершеній винахідливості.
Іменем П. М. Лебедєва названий Фізичний інститут АН СРСР — один з флагманів радянської фізичної науки. Перу П. М. Лебедєва належить ряд наукових праць, виданих 1913 року в його «Зібранні творів», а 1949 року у «Вибраних творах».